# نيكولاس سعد
نيكولاس سعد (بالإسبانية: Nicolás Saad)‏ هو كاتب سيناريو ورسام ومخرج أرجنتيني، ولد في 1970.

## وصلات خارجية
- نيكولاس سعد على موقع IMDb (الإنجليزية)
- نيكولاس سعد على موقع ألو سيني (الفرنسية)
- نيكولاس سعد على موقع أول موفي (الإنجليزية)
- نيكولاس سعد على موقع قاعدة بيانات الفيلم (الإنجليزية)
- نيكولاس سعد على موقع كينوبويسك (الروسية)